# Shady Ahdy Iskandar
Shady Ahdy Iskandar (* 27. Juli 1993 in San Francisco, Kalifornien) ist ein ägyptisch-US-amerikanischer Fußballspieler. 

## Karriere
Shady Ahdy Iskandar spielte Erstligafußball in Ägypten beim Wadi Degla SC und beim El Gouna FC. Zwischenzeitlich war er an die Reservemannschaft des Lierse SK verliehen. In Deutschland war er für die Oberligisten FC Strausberg und die U-23 der Stuttgarter Kickers aktiv. 2017 wechselte er nach Moldawien, wo er in der Divizia Națională für den FC Zimbru Chișinău spielte.